# Маёвка (Дивеевский район)
Маёвка — деревня в Дивеевском районе Нижегородской области. Входит в состав Дивеевского сельсовета.

## История
Земли на которых располагается деревня были пожалованы Иваном Грозным одному из военачальников татарского Касимовского войска — мурзе Дивею Мокшеву сыну Бутакову за участие в третьем походе на Казань. Вместе с землёй Дивей получил княжеский титул. Первоначальное название связано с именем старшего сына князя Дивея — Иваном, который получил надел от отца. В 1859 году в Князь-Иванове насчитывалось 68 дворов и проживало 568 человек. В 1910 году было открыто земское училище.
Указом ПВС РСФСР от 16 августа 1940 года деревня Князь-Иваново переименована в деревню Маёвку.

## Население
| 2002 | 2010 |
| ---- | ---- |
| 220  | ↗249 |

## Известные жители и уроженцы
Михаил Иванович Козомазов (1918—1983) — старшина Советской Армии, участник Великой Отечественной войны, Герой Советского Союза (1944). 